# Bołotene
Bołotene (ukr. Болотене) – wieś na Ukrainie, w obwodzie ługańskim, w rejonie stanickim. W 2001 roku liczyła 87 mieszkańców. 
Według danych z 2001 roku 91,95% mieszkańców jako język ojczysty wskazało rosyjski, natomiast 5,75% mieszkańców – ukraiński.